# Anja Maraisová
Anja Maraisová (nepřechýleně Anja Marais; * 1974, Sabie) je jihoafrická sochařka, fotografka, filmařka a multidisciplinární umělkyně. Absolvovala rezidenční pobyty v Japonsku, Koreji, Rusku a na Floridě a absolvovala samostatné a skupinové výstavy v Asii, Evropě a USA.

## Životopis
Anja Maraisová se narodila v roce 1974 v Sabie, Mpumalanga v Jihoafrické republice. Navštěvovala University of Pretoria, kde studovala výtvarné umění a s vyznamenáním promovala na University of South Africa v Pretorii v roce 1998. Po promoci se přestěhovala na Floridu, kde získala grant Florida Individual Artist Grant a byla vybrána jako účastnice workshopu Creative Capitol Professional floridskou divizí kulturních záležitostí. Její práce se objevily v Art in America, Artnews a Florida International Magazine.
V roce 2009 absolvovala Mino Paper Art Residency, kde se od japonských mistrů naučila staré techniky výroby papíru. V roce 2010 Maraisová odjela do Koreje na Seoul Art Space Geumcheon Residency a v roce 2013 dokončila NCCA Art-rezidenci v Kronštadtu v Rusku. Autorčiny sochy a instalace zkoumají protiklady a životní cykly jako mužsko-ženský princip, život-smrt a jejich křehkost a jemnost.
Maraisová absolvovala samostatné výstavy v Miami na Floridě, Soul, Jižní Korea, St. Mary's City, Maryland, Key West, Florida, a Smyrna Beach a účastnila se skupinových výstav v Basileji ve Švýcarsku, Miami; Havana, Kuba, Sarasota, Florida, Cannes, Francie, a Petrohrad, Rusko. Její díla jsou součástí sbírek v muzeu Akari, Mino City, Japonsko; Barry D. Briskin, předseda American Folk Art Museum, Private Collection, NY; Jean Carper Private Collection, Key West, FL; Museum of Contemporary Art, Miami, FL; Ed Reilly Private Collection, New York, NY a Victoria Lesser Private Collection, North Branch, NY. V roce 2015 byla na turné s multimediální výstavou s názvem „The Ballast“ a byla uvedena na samostatné výstavě v Greeley v Coloradu.